# Haj (Dyniska)
Haj – część wsi Dyniska w Polsce położona w województwie lubelskim, w powiecie tomaszowskim, w gminie Ulhówek.
W latach 1975–1998 Haj administracyjnie należał do województwa zamojskiego.
Wierni Kościoła rzymskokatolickiego należą do parafii św. Antoniego w Dyniskach.